# Armand Jean Richelieu
Armand-Jean du Plessis de Richelieu (fr. wym. [aʁmɑ̃ ʒɑ̃ dy plɛsi də ʁiʃəljø]; ur. 9 września 1585 w Paryżu, zm. 4 grudnia 1642 tamże) – francuski diuk, kardynał, pierwszy premier Francji w latach 1624–1642.

## Życiorys

### Dzieciństwo i młodość
Ojcem Armanda był François du Plessis, szlachcic ze zubożałej rodziny, który wzbogacił się dzięki małżeństwu z Zuzanną La Porte, córką paryskiego adwokata prowadzącego interesy Zakonu Maltańskiego. Mieli pięcioro dzieci – trzech synów (Armand-Jean był z nich najmłodszy) i dwie córki.
Nie wiadomo dokładnie, gdzie urodził się przyszły kardynał. Sam twierdził, że jest rodowitym paryżaninem. Inni zapewniali, że przyszedł na świat w rodzinnych dobrach w Richelieu. Wiadomo tylko, że poród był bardzo ciężki, a zarówno matka, jak i syn byli bliscy śmierci. Został ochrzczony w paryskim kościele św. Eustachego, a imię otrzymał po swoim ojcu chrzestnym, marszałku Armandzie de Biron.
Po śmierci ojca w 1590 roku mały Armand wraz z matką i rodzeństwem opuścił Paryż i zamieszkał w Richelieu. W ponurym domu ścierały się ze sobą trzy kobietyː babka Franciszka, matka i ciotka. Żyły w nieustannej obawie o finanse, o zdrowie chorowitego Armanda i o bezpieczeństwo zagrożone przemarszami zbrojnych band. Tymi czynnikami tłumaczono potem obsesyjny kult ładu i bezpieczeństwa, chłód uczuciowy i chęć wybicia się przyszłego kardynała.

W 1594 roku rozpoczął naukę w znakomitym paryskim collège de Navarre. Zdobył tam świetną znajomość łaciny, trochę gorszą greki, nauczył się włoskiego, hiszpańskiego, imponował znajomością historii. Po skończeniu nauki w kolegium wstąpił do akademii wojskowej pana de Pluvinel jako markiz de Chillou. Uczył się świetnie, jednak w 1603 przerwał naukę z uwagi na to, że jego starszy brat Alfons przeznaczony na biskupa Luçon, odmówił objęcia tej godności i wstąpił do zakonu. Przez następne lata uczył się bardzo solidnie, głównie samodzielnie, z dzieł nowoczesnego angielskiego teologa Richarda Smitha, skupiając się głównie na kontrowersyjnej teologii, biblistyce i homiletyce.

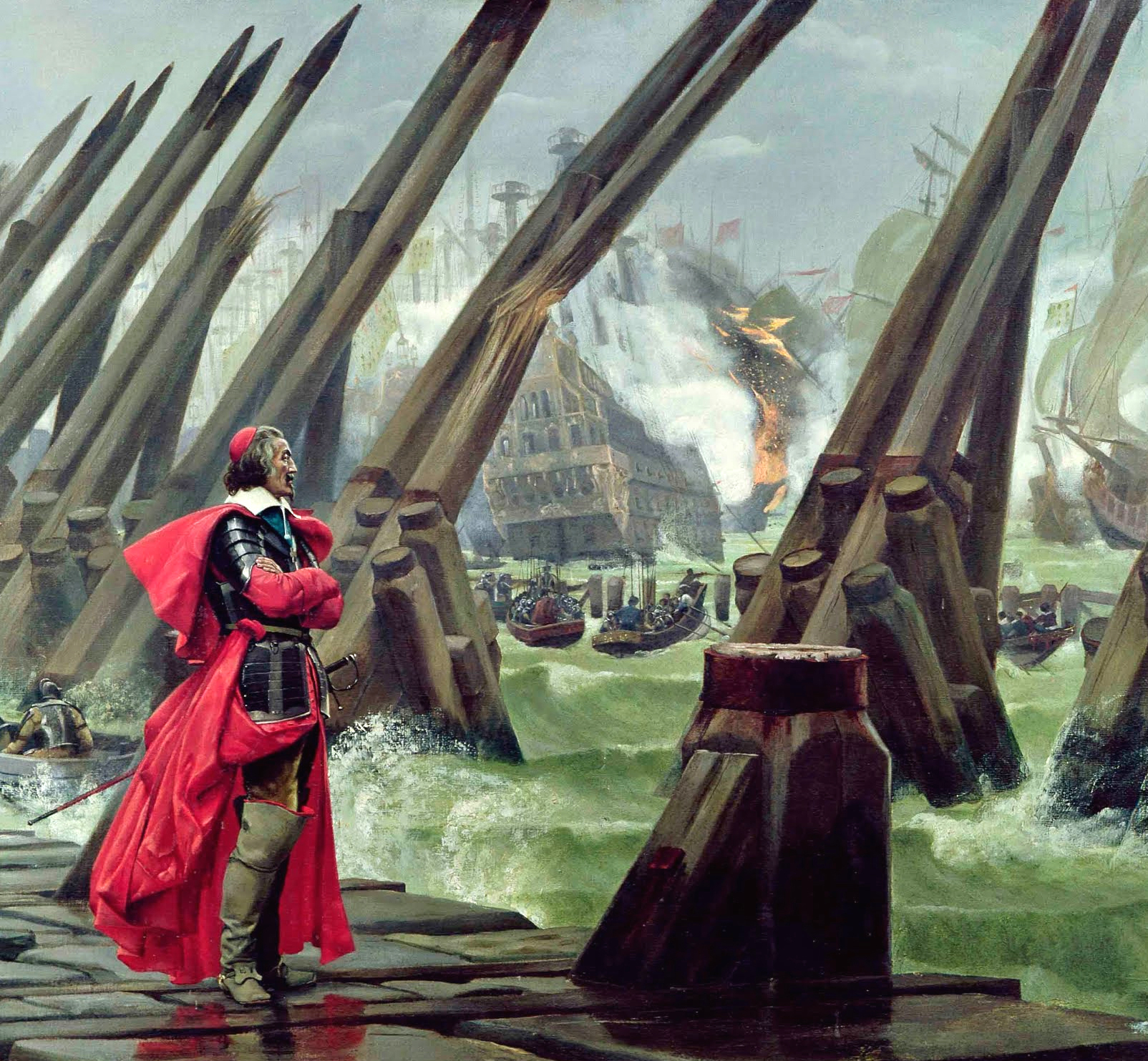
Richelieu przygląda się oblężeniu La Rochelle

### Biskup i minister
W 1606 roku król mianował go biskupem Luçon, mimo braku odpowiedniego wieku. W grudniu Armand wyjechał do Rzymu zabiegać o dyspensę. Jego znakomite przygotowanie wyjednało mu zgodę. 17 kwietnia 1607 roku został wyświęcony przez kardynala Givry. W październiku 1607 ukończył studia uzyskując doktorat na Sorbonie. W następnym roku wyjechał do swojej diecezji i odtąd przez kilka lat zajmował się remontem katedry, wizytowaniem parafii, pisaniem podręczników dla księży, zabiegami o poprawę warunków życia ubogich. Od czasu do czasu pojawiał się na dworze. W 1614 roku król Ludwik XIII ukończył czternaście lat i osiągnął pełnoletność. Oficjalnie poprosił jednak matkę, by nadal sprawowała rządy w jego imieniu. Z tej okazji zebrały się w Paryżu Stany Generalne, na których biskup Luçon, jako kandydat z Poitou i Turenii, dał się poznać jako zdolny negocjator. W listopadzie 1615 roku król zawarł małżeństwo z księżniczką hiszpańską Anną Austriaczką. Biskup Luçon został wówczas jej jałmużnikiem.
W następnym roku faworyt królowej regentki, Concini, dążąc do dalszego wzmocnienia swej władzy, odsunął dotychczasowych ministrów i powołał w ich miejsce nowych, całkowicie zależnych od siebie. 25 listopada dołączył do tej ekipy biskup Luçon, jako minister wojny i spraw zagranicznych. W ciągu pięciu miesięcy pełnienia tej funkcji Richelieu kontynuował politykę swego poprzednika. Energicznie zajął się werbowaniem 12-tysięcznej armii przeciw rebeliantom i rozpoczął przeciw nim działania wojenne. 24 kwietnia 1617 roku związani z królem spiskowcy zamordowali Conciniego. Pierwszy minister Barbin został uwięziony, a królowa odesłana do Blois. Richelieu zdecydował się jej towarzyszyć.

### Dalsze lata
W 1622 dzięki protekcji królowej-matki Marii Medycejskiej, papież Grzegorz XV mianował go kardynałem. W 1624 został powołany przez Ludwika XIII na pierwszego ministra. Wprowadził szereg reform, m.in. zmierzających do osłabienia pozycji arystokracji.
W 1630 r. zabronił arystokratom działalności handlowej, wkrótce potem zakazał im prowadzenia prywatnych wojen oraz posiadania zamków warownych (istniejące miały zostać wykupione). W latach 1625–1628 prowadził wojnę z hugenotami, jedną z głównych sił przeciwnych królowi. Pokonawszy hugenotów w 1629 wydał edykt łaski nakazujący hugenotom zrezygnowanie z samodzielności politycznej oraz oddania twierdz, ale gwarantujący jednocześnie wolność wyznania. Pokój ten był przyczyną konfliktu kardynała z Marią Medycejską. Richelieu wyszedł z niego zwycięsko i po tzw. „dniu zawiedzionych” (11 listopada 1630) otrzymał od króla potwierdzenie stanowisk i pełnię zaufania.
W celach propagandowych powołał do życia rządową gazetę. W 1635 założył Akademię Francuską, której zadaniem było stworzenie literackiego języka francuskiego. Rozbudował armię i flotę. Podjął politykę podbojów kontynentalnych, współzawodnicząc z Anglią. Chciał osłabić Habsburgów, więc utrzymywał dobre kontakty z Turcją.
W czasie wojny trzydziestoletniej (1618–1648) wspierał nastroje antyhiszpańskie i antyhabsburskie, nie angażował jednak Francji w otwarty konflikt. Wspierał działania książąt protestanckich oraz krajów przeciwnych Cesarstwu – szukał sojuszu z Anglią, Niderlandami Północnymi, Danią, później ze Szwecją (to między innymi jego dyplomaci byli odpowiedzialni za doprowadzenie do rozejmu polsko-szwedzkiego w Starym Targu w 1629 roku). Hojnymi subsydiami wspomagał niektóre księstwa protestanckie i włoskie, a także Szwecję.
Dopiero 12 maja 1635 roku Francja wypowiedziała otwartą wojnę Hiszpanii. Wcześniej zawarty został w Compiègne układ ze Szwedami, na mocy którego połączone siły francusko-szwedzkie miały zaatakować i cesarza, i króla Hiszpanii. Richelieu jednak nie był zainteresowany konfliktem z Rzeszą i usiłował ograniczyć teatr wojny do terenów Hiszpanii i południowych Niderlandów. W odpowiedzi Szwedzi ograniczyli swoje działania jedynie do terytorium Niemiec. Wysokie koszty prowadzenia wojny zmuszały kardynała do coraz dotkliwszego obciążania ludności podatkami, co skutkowało serią rewolt, które przetaczały się przez Francję w trakcie całej wojny. Najbardziej znanym zrywem ludności w tych czasach był ruch „bosonogich”.
W 1641 roku zawiązano przeciw niemu spisek, na czele którego stanęli Gaston, książę Orleanu, François de Thou i markiz Cinq-Mars – faworyt Ludwika XIII, syn długoletniego przyjaciela Richelieu. Kardynał sam przedstawił młodego markiza królowi, sądząc że takiego faworyta będzie mógł z łatwością kontrolować. Pomylił się, ale spisek i tak został wykryty i udaremniony. Cinq-Mars został ścięty, a Gaston Orleański opuścił Francję.
Richelieu umarł w 1642 roku i pozostawił testament, w którym tłumaczył swoje postępowanie. Według tego dokumentu celem kardynała było wprowadzenie w życie zasad absolutyzmu i stworzenie silnego państwa w granicach starożytnej Galii. 
Po śmierci Richelieu funkcję pierwszego ministra Francji objął rekomendowany przez niego kardynał Jules Mazarin.
Richelieu został pochowany w kaplicy Sorbony. 5 grudnia 1793 roku jego zwłoki zostały sprofanowane przez paryskich sankiulotów.

## Richelieu w literaturze
Gdy Aleksander Dumas uczynił go jednym z głównych bohaterów powieści „Trzej muszkieterowie”, opisał go jako męża stanu, makiawelicznego i oddanego swej służbie w rządzie. Na tej podstawie popularna tradycja przekazuje jego obraz jako osoby złowrogiej.

## Ocena
Richelieu uważany jest za polityka, który złamał potęgę hugenotów. Po ich pokonaniu, gdy nie zagrażali już jego polityce, przyznał im wolność wyznania specjalnym edyktem. Niewątpliwie złamał potęgę arystokracji: burzył zamki opornych, konfiskował dobra, ścinał spiskowców.